# المفصل الأخرمي الترقوي

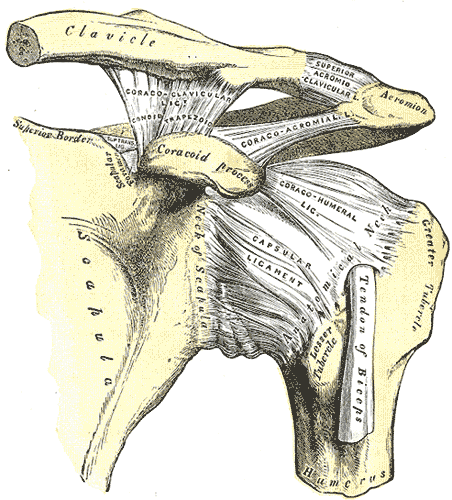
الكتف الأيسر والمفصل الأخرمي الترقوي

المفصل الأخرمي الترقوي (بالإنجليزية: Acromioclavicular joint)‏ هو مفصل في أعلى الكتف بين الأخرم والترقوة.

## التكوين

### الأربطة
يُثبّت المفصل بواسطة الأربطة:
- الرباط الأخرمي الترقوي: ويربط عظم الترقوة بأخرم عظم الكتف.
- الرباط الأخرمي الترقوي العلوي: رباط رباعي، يغطي الجزء العلوي من المفصل، ويمتد بين الجزء العلوي من الطرف الجانبي لعظم الترقوة والجزء المجاور للسطح العلوي للأخرم. يتألف من ألياف متوازية، تتشابك مع الأوتار العريضة في العضلة شبه المنحرفة والعضلة المثلثة، ومن الأسفل يتصل بالقرص المفصلي.

- الرباط الأخرمي الترقوي السفلي.
- الرباط الغرابي الأخرمي: يمتد من النتوء الغرابي إلى الأخرم.
- الرباط الغرابي الترقوي: ويتكون من رباطين، رباط شبه مخروطي ورباط شبه منحرف. تعمل الأربطة الغرابية الترقوية على ربط عظم الترقوة بالنتوء الغرابي لعظم الكتف. هو ليس جزءًا من المفصل الأخرمي الترقوي، عادةً ما يُذكر ويُصنف معه لأنه أكثر وسيلة فعالة لإبقاء عظم الترقوة بالتماس مع الأخرم. يتكون من حزمتين من الأربطة، الرباط شبه المنحرف والرباط شبه المخروطي، إذ ترتبط هذه الحزم من الأمام بالعضلة تحت الترقوية والعضلة المثلثة -الدالية- ومن الخلف بالعضلة شبه المنحرفة.

### الاختلافات
أظهرت دراسة باستخدام أشعة إكس على 100 جندي أمريكي وجود اختلاف كبير في حجم وشكل المفصل الأخرمي الترقوي. إذ تختلف الأسطح المفصلية اختلافًا ملحوظًا في الحجم والشكل. بعضها يفصله الغضروف المفصلي الذي يرتبط بالرباط الأخرم الترقوي. هذا الغضروف صفيحة من الغضاريف الليفية التي تمتد إلى منتصف المفصل تقريبًا، وتشكل قرصًا كاملًا يقسم المفصل إلى جزئين.

## الوظيفة
يوفر المفصل الأخرمي الترقوي القدرة على رفع الذراع لأعلى الرأس. هذه الوظائف الحركية للمفصل كالحركة المحورية، مع أنه مفصل زلالي منزلق عمليًا، تجعله يعمل دعامةً، للمساعدة في تحريك عظم الكتف، ما يؤدي إلى إمكانية دوران الذراع بفعالية.

## الأهمية السريرية

### الإصابات
يُعد الخلع الإصابة الأكثر شيوعًا للمفصل الأخرمي الترقوي، وتُسمى انفصال الكتف. وهذه الحالة تختلف عن خلع الكتف، الذي يشير إلى خلع المفصل الحقاني العضدي.
ينتشر خلع المفصل الأخرمي الترقوي بين الرياضيين مثل لاعبي هوكي الجليد، كرة القدم، الجودو، الرجبي، كرة القدم الأسترالية، ويُعد مشكلة للسباحين وراكبي الخيل وراكبي الدراجات الجبلية والمتزلجين على الجليد والمتزلجين على الألواح. الآلية الأكثر شيوعاً للإصابة بانفصال الكتف هي السقوط على حافة الذراع أو السقوط على الذراع وهو في وضع مستقيم.
تصنف حالات خلع المفصل الأخرمي الترقوي بالرتب من 1 إلى 6. يعتمد التصنيف على درجة انفصال الأخرم عن عظم الترقوة مع الوزن المسلط على الذراع.
- الرتبة الأولى: يكون فيها انفصال المفصل بسيطًا، ويكون الرباط الأخرمي الترقوي ممزق بدرجة كبيرة أو ممزق جزئيًا. وعادة ما يكون الانفصال أقل من 4 مم.

- الرتبة الثانية: يكون خلع المفصل الأخرمي الترقوي جزئيًا، ويحدث تمزق كلي أو جزئي للرباط الأخرمي الترقوي، وتكون فجوة الانفصال أكبر من 5 مم. لا تتطلب الإصابات من الدرجة الأولى والثانية تدخلًا جراحيًا إذ يحدث الشفاء تلقائيًا، لذلك، قد تتطلب العلاج الطبيعي.

- الرتبة الثالثة: تمزق كلي للرباط الأخرمي الترقوي والرباط الغرابي الترقوي. إذ يظهر الجزء السفلي لعظم الترقوة في التصوير الإشعاعي فوق الجزء العلوي من الأخرم. غالبًا لا تتطلب هذه الإصابات تدخلًا جراحيًا، إذ يعاود المفصل تأدية وظيفته الطبيعية في غضون 16-20 أسبوعًا. ومع ذلك، يحدث تشوه فعلي في الكتف مع نتوء ملحوظ ينشأ عن خلع عظم الترقوة.